# Tjuvtjärnen (Malå socken, Lappland)
Tjuvtjärnen är en sjö i Malå kommun i Lappland och ingår i Skellefteälvens huvudavrinningsområde. Sjön har en area på 0,0448 kvadratkilometer och ligger 261 meter över havet.

## Delavrinningsområde
Tjuvtjärnen ingår i det delavrinningsområde (722634-165983) som SMHI kallar för Mynnar i Malån. Medelhöjden är 262 meter över havet och ytan är 14,82 kvadratkilometer. Räknas de 24 avrinningsområdena uppströms in blir den ackumulerade arean 442,04 kvadratkilometer. Skäppträskån som avvattnar avrinningsområdet har biflödesordning 3, vilket innebär att vattnet flödar genom totalt 3 vattendrag innan det når havet efter 117 kilometer. Avrinningsområdet består mestadels av skog (79 procent). Avrinningsområdet har 0,44 kvadratkilometer vattenytor vilket ger det en sjöprocent på 3 procent.